# Henri Dirickx
Henri Dirickx (7 de julho de 1927 - 4 de julho de 2018) foi um futebolista belga que competiu na Copa do Mundo FIFA de 1954.

## Morte
Morreu em 4 de julho de 2018, aos 90 anos.